# Bob Black
Bob Black es un abogado y ensayista anarquista estadounidense conocido principalmente por sus ideas críticas de la sociedad basada en el trabajo y su defensa de la abolición del trabajo que desarrolla en su libro La abolición del trabajo. Se lo asocia a la corriente de la anarquía postizquierda.

## La abolición del trabajo
La abolición del trabajo es el texto más conocido de Black. Allí se apoyó en las ideas de intelectuales revolucionarios como Charles Fourier, William Morris, Paul Goodman, Marshall Sahlins y Paul Lafargue. Argumenta en contra de la subordinación de la vida de las personas por el esquema del trabajo en donde se las obliga a una vida dedicada a la producción y consumo de mercancías.

### Crítica al marxismo y al socialismo de Estado
Aunque desarrolla una crítica profunda del capitalismo y de los puntos de vista del liberalismo pro capitalista también critica a los esquemas marxistas de socialismo de estado debido a que estos también mantendrían una lógica productivista que se diferenciaría del capitalismo en que en este, uno trabaja para un patrón/burgués mientras que en el socialismo de estado uno recibe órdenes de un administrador asignado por el estado socialista. Por otro lado también critica la glorificación del trabajo y del trabajador en el marxismo así como al mantenerse en la línea teórica del liberalismo pro capitalista, al hablar que las cosas adquieren valor por medio del trabajo.

### La sociedad del trabajo y la libertad
Black define su concepto de "trabajo" como la actividad productiva compulsiva puesta en marcha por medios económicos y/o políticos. Black muestra numerosos datos para demostrar que gran parte de la miseria en el mundo está ligada al trabajo. Por este motivo denuncia al trabajo por su compulsión y por subordinar a las personas a otro que les dice qué tienen que hacer y así las personas perderían su subjetividad y por ende su libertad. Esto se hace a través de múltiples formas degradantes de disciplina cada vez más sofisticadas. Por otro lado la crueldad del sistema se mostraría en los altísimos accidentes en el trabajo que van desde las heridas hasta las muertes en dicha actividad. 
Debido a esto, encuentra que los que defienden el trabajo (según como él lo describe) y la libertad serían hipócritas. Debido a la regularidad y monotonía del trabajo, las personas se acostumbran a la rigidez y a la regularidad y no tienen tiempo para el contacto interpersonal o la actividad realizadora de la persona. Black dice que es claro que la mayoría de los trabajadores no están satisfechos con la condición del trabajo y por eso este tema debería ser algo no controversial pero la ideología de la sociedad actual tiende a glorificar al trabajo para autorreproducirse.

### El juego como lo opuesto al trabajo
La manera en que las personas podrían reclamar su libertad es reclamando el tiempo que ahora emplean en sus trabajos y redirigiéndolo hacia actividades donde entraría lo que Black considera como el opuesto del trabajo: el "juego" y lo lúdico. El juego no es gobernado necesariamente por reglas, y se lleva a cabo voluntariamente y en libertad. Black identifica al juego con la actividad no instrumental y la economía del regalo. Afirma que las sociedades de caza y pesca se caracterizan por el juego, una afirmación que comparte Marshall Sahlins. El culto y el nivel de dedicación actual al trabajo serían algo que incluso sorprendería a las sociedades de la Antigüedad y de la Edad Media.

### El replanteamiento de la actividad humana
Black critica el punto de vista de que el trabajo es necesario para hacer actividades importantes pero molestas, diciendo que gran parte de los trabajos más necesarios pueden ser hechos en un sentido más lúdico o adaptados a la artesanía u otra actividad a gusto. Por otro lado, afirma que gran parte de los trabajos no merecen en realidad ser rescatados debido a que son básicamente imposiciones del capitalismo consumista. Esto debido a que gran parte de las actividades productivas solo sirven a los propósitos del comercio y del control social que existen exclusivamente para mantener el sistema del trabajo.

## Publicaciones en castellano
- 2013 - Bob Black [1985], La abolición del trabajo, Pepitas de Calabaza, Logroño, 2013. Traducción de Federico Corriente y epílogo de Julius Van Daal. ISBN 978-84-940296-8-4[4][5]
- 2023 - Bob Black [2023], El mito de los derechos humanos (y otros escritos), Editorial Irrecuperables, Madrid, 2023.